# Walking on Sunshine (album Katrina and the Waves)
Walking on Sunshine è il secondo album dei Katrina and the Waves, uscito nel 1983.

## Tracce
1. Dancing Street – 2:24
2. Spiderman – 3:12
3. Going Down to Liverpool – 3:45
4. Machine Gun Smith – 2:55
5. Walking on Sunshine – 3:15
6. Brown Eyed Son – 2:03
7. Que Te Quiero – 3:17
8. Don't Take Her Out of My World – 2:53
9. I Really Taught Me to Watusi – 3:02
10. Ain't No Money (Buy You Love) – 2:35